# Bohdan Głuszczak
Bohdan Głuszczak (ur. 1 stycznia 1936 w Hajnówce, zm. 3 lutego 2016 w Olsztynie) – polski aktor i reżyser, profesor nauk teatralnych.

## Życiorys
Ukończył liceum w Paczkowie, a następnie Państwową Wyższą Szkołę Teatralną im. Leona Schillera w Łodzi na Wydziałach: Reżyserskim Teatru Niezawodowego (1956) oraz Aktorskim (1964). W 1967 roku zdał egzamin reżyserski na Państwowej Wyższej Szkole Teatralnej w Warszawie. Od 1969 roku był pracownikiem dydaktycznym łódzkiej uczelni, jednocześnie uzyskując doktorat (1983) oraz habilitację (1991). W kwietniu 1999 roku otrzymał tytuł profesora nauk teatralnych. Poza Łodzią wykładał także na uczelniach w Olsztynie: Wyższej Szkole Pedagogicznej i Uniwersytecie Warmińsko-Mazurskim oraz na białostockiej filii Akademii Teatralnej w Warszawie.
W latach 1959–1989 był kierownikiem artystycznym, a następnie dyrektorem Pantomimy Olsztyńskiej. Uważano go za prekursora arteterapii teatralnej w środowiskach osób niesłyszących. Był również kierownikiem artystycznym Wojewódzkiego Domu Kultury w Olsztynie (od 1959), aktorem Olsztyńskiego Teatru im. Stefana Jaracza (od 1962) oraz dyrektorem Olsztyńskiego Teatru Lalek (1994-1995). W latach 1960–1989 działał również w Polskim Związku Głuchych, natomiast w latach 1984-1990 zasiadał w Narodowej Radzie Kultury.
Po śmierci został pochowany na olsztyńskim cmentarzu komunalnym przy ul. Poprzecznej.

## Twórczość
Podczas wieloletniej pracy był autorem ok. 120 realizacji scenicznych: aktorskich, reżyserskich i choreograficznych, w tym 22 przedstawień autorskich. Za swą twórczość otrzymał m.in. nagrodę za opracowanie ruchu scenicznego na XXII Festiwalu Teatrów Polski Północnej w Toruniu w 1980 roku (spektakl „Pani Wdzięczny Strumyk”) oraz Dyplom Honorowy z okazji XXXV-lecia Międzynarodowego Instytutu Teatralnego w uznaniu wybitnych osiągnięć popularyzujących w świecie polską sztukę teatralną w 1984 roku.

### Filmografia
- Kulig (1968) – reżyseria
- Pierścień królowej Anny (1970, reż. Maria Kaniewska) – obsada aktorska
- Czarne chmury (1973, reż. Andrzej Konic) – obsada aktorska w odc. 4,5,7
- Rzecz listopadowa (1976, reż. Bohdan Poręba) – obsada aktorska
- Kruk (1976, reż. Stanisław Janicki) – obsada aktorska
- Miłość ci wszystko wybaczy (1981, reż. Janusz Rzeszewski) – obsada aktorska
- Odyseja artysty (1984, reż. Bohdan Mościcki) – choreografia
- Księga Krzysztofa Kolumba (1992, reż. Ryszard Maciej Nyczka, Wojciech Starostecki, Artur Hofman) – obsada aktorska, choreografia

## Nagrody i odznaczenia
Za swe zasługi został odznaczony Złotym Krzyżem Zasługi, Krzyżami: Oficerskim i Kawalerskim Orderu Odrodzenia Polski, Medalem Komisji Edukacji Narodowej, Srebrnym Medalem „Zasłużony Kulturze Gloria Artis” oraz odznaką Zasłużony Działacz Kultury, odznaką „Zasłużony dla Warmii i Mazur” (1967), Złotą Odznakę Polskiego Związku Głuchych (1971), „Zasłużony dla Miasta Olsztyna” (1972), nagrodę Prezydium Wojewódzkiej Rady Narodowej w Olsztynie (1973), nagrodę czasopisma „Warmia i Mazury” (1974), Nagrodę UNESCO Światowej Federacji Głuchych (1983) oraz Nagrodę Ministra Spraw Zagranicznych (1984). W 2012 otrzymał tytuł Honorowego Obywatela Miasta Olsztyna.